# Johan Romeu
Johan Romeu, fue un trovador gallego del siglo XIII.

## Biografía
Apenas se conservan datos biográficos. Se cree que nació en Lugo y estuvo activo en el segundo tercio del siglo XIII. Pudo pertenecer a una familia de la baja nobleza y ejercer de escudero.

## Obra
Solo se conserva una cantiga de escarnio, que trata sobre la pedantería de Lopo Liãns, conservada en el Cancionero de la Biblioteca Nacional de Lisboa (B) y en el Cancionero de la Biblioteca Vaticana (V).